# La Julia

La Julia es un sector de la ciudad de Santo Domingo en el Distrito Nacional de la República Dominicana, particularmente poblado por personas de clase alta. Se caracteriza por su alto valor inmobiliario y su desarrollo urbanístico moderno, consolidándose como una de las zonas más exclusivas de la capital. Surgió después de la revuelta militar de 1965 y, desde entonces, ha sido hogar de figuras destacadas del país. Un ejemplo de ello es el actual presidente de la República Dominicana, Luis Abinader, quien reside en este sector junto a su familia.
La Julia cuenta con una ubicación estratégica, cercana a centros comerciales, áreas recreativas y vías principales de la ciudad, lo que la convierte en una zona de fácil acceso y con diversas opciones de servicios y entretenimiento.

## Historia
La Julia es un sector del Distrito Nacional de la República Dominicana con una historia vinculada al crecimiento urbano de Santo Domingo. Su desarrollo comenzó a mediados del siglo XX, cuando la ciudad experimentó una expansión significativa debido al aumento de la población y a la modernización de la infraestructura.
En sus inicios, La Julia tenía pocas construcciones, con terrenos abiertos y algunas viviendas dispersas. Sin embargo, a partir de la década de 1960, especialmente después de la revuelta militar de 1965, la urbanización de la zona se aceleró. Con la estabilidad política y económica de los años siguientes, el sector atrajo a familias de distintos sectores sociales que buscaban residencias en áreas con mejor acceso a servicios.
Durante las décadas de 1980 y 1990, La Julia se consolidó como un sector residencial con viviendas modernas, edificios de apartamentos y diversas facilidades comerciales. Su ubicación, cercana a avenidas principales y zonas comerciales de Santo Domingo, impulsó el interés de inversionistas y desarrolladores inmobiliarios.
En la actualidad, La Julia es un sector con un alto valor inmobiliario y alberga a diversas figuras del ámbito político, empresarial y cultural. Aunque la ciudad ha cambiado, la zona ha mantenido su carácter residencial y sigue siendo una de las áreas más demandadas del Distrito Nacional.